# Boia chi molla
L'expression « Boia chi molla » est un slogan italien pouvant être traduit par « Celui qui abandonne [la lutte] est un bourreau ». Il s'agit d'une expression considérée d'ordinaire comme étant un slogan fasciste.

## Historique
Lors de la Première Guerre mondiale, le slogan fut le mot d'ordre des Arditi, l'un des corps de l'armée italienne. Certains de ses officiers participèrent à la fondation des Faisceaux italiens de combat en 1919. Cette devise fit ainsi part de la rhétorique typique du mouvement, et par la suite, du régime fasciste (bien qu'aujourd'hui encore, beaucoup pensent que l'expression fut forgée par Benito Mussolini lui-même). En 1943, l'armée de la République sociale italienne, qui continuait à combattre aux côtés de l'Allemagne dans l'Italie occupée, utilisait cette devise.
L'expression redevint d'actualité lors des évènements de Reggio en 1970, quand Francesco Franco (membre du Mouvement social italien et représentant du syndicat CISNAL), s'en servit comme devise de la révolte. On en parle encore en tant que Révolte des Boia chi Molla.
Entre la fin des années 1980 et le début des années 1990, les membres du FUAN (Front Universitaire d'Avant-Garde Nationale, mouvement politique universitaire d'extrême-droite) composèrent avec ce slogan le refrain suivant : Contro il sistema / La gioventù si scaglia / Boia chi molla / È il grido di battaglia (« Contre le système / la jeunesse se déchaîne / Boia chi molla / C'est notre cri de guerre »).